# Neudorff
Pour les articles homonymes, voir Neudorf.
Neudorff (actuellement : Neudorf) est un hameau et une ancienne commune du département de la Moselle en région Grand Est. Elle fut rattachée à Bibiche en 1810.

## Histoire
- Érigé en 1553. Était annexe de la paroisse de Bibiche.
- Faisait partie du district de Sarrelouis en 1793, et a ensuite fait partie de l'arrondissement de Thionville en 1801.

### Toponymie
- Signifie "village nouveau" en allemand.
- En francique lorrain: Naudorf.
- Anciennes mentions : Neuwedorff (1553), Neudorf (1585), Naudorff (1756), Neydorff (1779)[2], Neudorff (1793 et 1801)[1].

## Démographie
| 1800 | 1806 | 1900 |
| ---- | ---- | ---- |
| 69   | 101  | 77   |